# 2983 Poltava
2983 Poltava (1981 RW2) là một tiểu hành tinh vành đai chính được phát hiện ngày 2 tháng 9 năm 1981 bởi N. Chernykh ở Nauchnyj.